# Торе (Салерно)
Торе је насеље у Италији у округу Салерно, региону Кампанија.
Према процени из 2011. године у насељу је живело 43 становника. Насеље се налази на надморској висини од 80 m.